# CerbAir
Cerbair est une scale-up française, spécialisée dans la protection des sites sensibles face à l'utilisation de drones civils. La société commercialise des solutions de détection et de brouillage.

## Technologie
La technologie détecte la présence des drones via les émissions de signaux radios provenant de l'individu le contrôlant et du drone lui-même. La détection est assurée via un matériel fixé sur une antenne télescopique. Les signaux reçus sont ensuite filtrés par le matériel et par le serveur cible,.
La société prétend alors pouvoir neutraliser le drone via des mesures de brouillage dont la portée effective pourrait atteindre plusieurs kilomètres.

## Histoire
En 2015, la société est fondée par Lucas Le Bell et Olivier Le Blainvaux.
En 2016, 500 000 euros sont récoltés lors d'une première levée de fonds[réf. nécessaire].
En 2017, une deuxième levée de fonds de1,5 million d'euros est réalisée auprès de MBDA, Technofounders et BA[réf. nécessaire].
En 2020, la société lève 5,5 millions d'euros auprès de Rajat Khare-led Boundary Holding, Aubé Management, entre autres investisseurs,.